# Iodopleure d'Isabelle
Iodopleura isabellae
Espèce
Statut de conservation UICN

 LC  : Préoccupation mineure
L'Iodopleure d'Isabelle (Iodopleura isabellae) est une espèce d'oiseaux de la famille des Tityridae.

## Nomenclature
Son nom est dédié à Isabel Maria Thirion née Dalla Costa Soubette (1822-1886), épouse d'Eugène Thirion.

## Répartition
Cet oiseau vit en Amazonie.